# Gordon Milne
Gordon Milne, né le 29 mars 1937 à Preston (Angleterre), est un footballeur anglais, qui évoluait au poste de milieu de terrain à Liverpool et en équipe d'Angleterre.
Milne n'a marqué aucun but lors de ses quatorze sélections avec l'équipe d'Angleterre entre 1963 et 1964.

## Palmarès

### En équipe nationale
- 14 sélections et 0 but avec l'équipe d'Angleterre entre 1963 et 1964.

### Avec Liverpool
- Finaliste de la Coupe d'Europe des vainqueurs de coupe de football en 1966.
- Vainqueur du Championnat d'Angleterre de football en 1964 et 1967.
- Vainqueur du Championnat d'Angleterre de football D2 en 1962.